# ستيفن هولاند (فنان)
ستيفن هولاند (بالإنجليزية: Stephen Holland)‏ هو فنان أمريكي، ولد في 1941.